# Gimborn
Gimborn ist heute eine Ortschaft der Gemeinde Marienheide im Oberbergischen Kreis im Regierungsbezirk Köln in Nordrhein-Westfalen (Deutschland) und war für mehrere Jahrhunderte Regierungssitz der gleichnamigen Reichsherrschaft.

## Geographie
Der Ort liegt sieben Kilometer südwestlich vom Gemeindezentrum in einem Nebental der Leppe. In der Ortsmitte befinden sich die katholische Kirche St. Johann Baptist sowie das Schloss Gimborn, Regierungssitz einer ab 1631 eigenständigen und 1681 zur Grafschaft erhobenen Reichsherrschaft, die nach ihren Besitzern (seit 1550) auch „Schwarzenbergisches Land“ genannt wurde. Heute wird das Schloss von der International Police Association als Bildungszentrum genutzt.
In etwa zwei Kilometer Entfernung (Luftlinie) gibt es zwei mittelalterliche Burgruinen: die Wasserburg Eibach und die Höhenburg Neuenberg.

## Geschichte
Um das Jahr 1180 wurde der Ort als Ginburne zum ersten Mal urkundlich erwähnt im „Urkundenbuch des Stiftes St. Gereon“

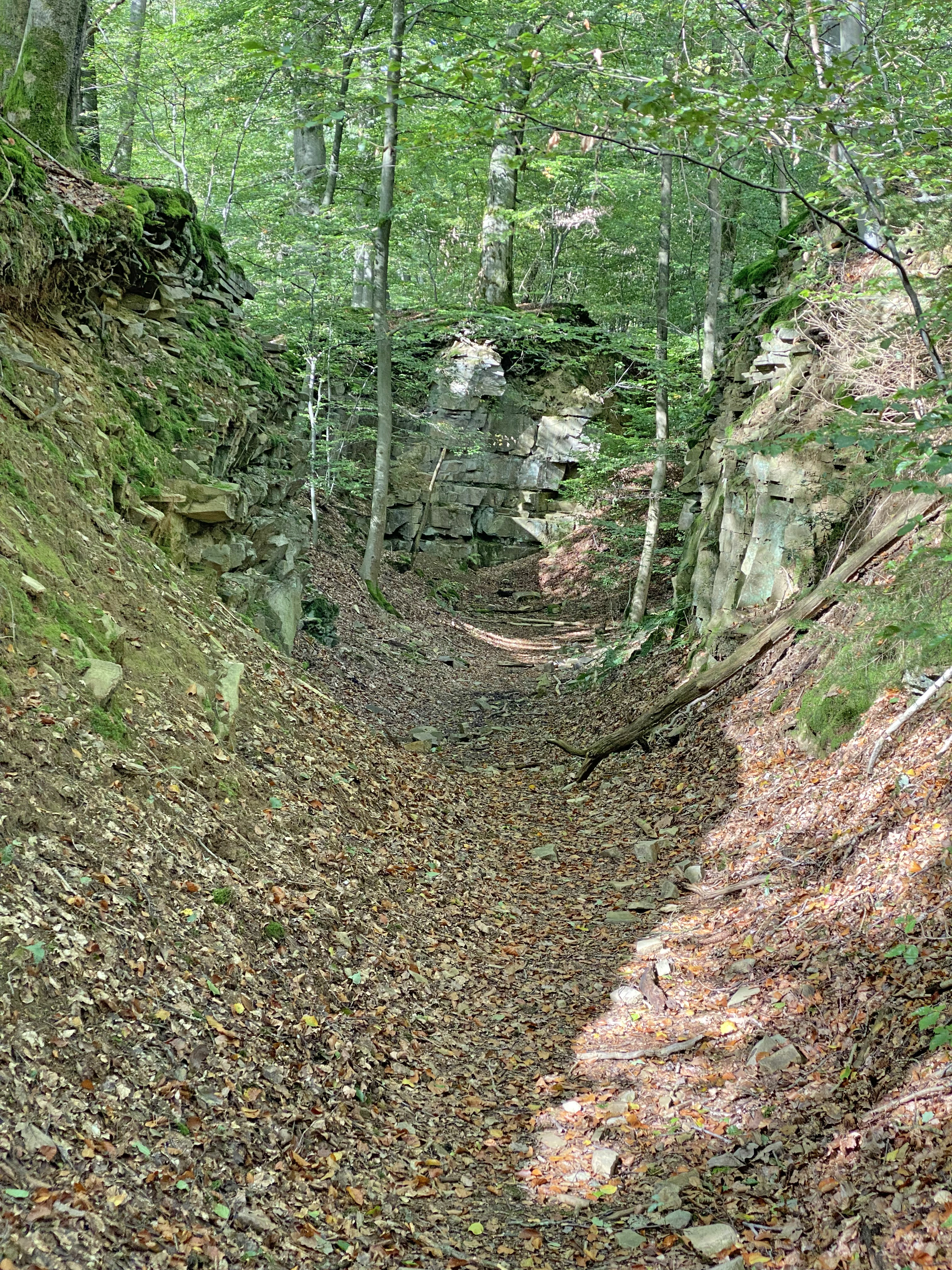
Steinbruch Gimborn

1273 verpfändete Adolf V. von Berg die Burg Gimborn dem Grafen Eberhard von der Mark. Nach mehrfach wechselndem Besitz gelangte das Schloss 1550 an die Familie von Schwarzenberg. 1602 begann Elisabeth von Schwarzenberg mit dem Bau eines neuen Schlosses. Ihr Sohn Adam von Schwarzenberg, Minister im Dienst des Kurfürsten von Brandenburg, begründete die reichsunmittelbare Herrschaft Gimborn – Neustadt mit Sitz auf Schloss Gimborn. Nach weiterem Besitzerwechsel und nach französischer Herrschaft erwarb im preußischen Kaiserreich 1874 Reichsfreiherr Franz-Egon von Fürstenberg das Schloss mit den zugehörigen Ländereien. Seit 1969 wird das Schloss als Polizeischulungsakademie des Informations- und Bildungszentrum (IBZ) genutzt. Schloss Gimborn ist als Mittelpunkt der ehemals reichsunmittelbaren Herrschaft Gimborn für die Geschichte der Region von besonderer historischer Bedeutung. Die Geschlossenheit der Gesamtanlage aus in sich qualitätvollen Bauten und Anlagen, aus Schloss, Park, Höfen, Kirche, Friedhof, Gedenkstätte, Stationsweg, Mühlenstandorten, Mühlenteichen und Grauwacke-Steinbruch in einem topografisch abgrenzbaren Raum ist einzigartig und überzeugt als kulturlandschaftliche Gesamtanlage mit bedeutendem geschichtlichen Aussagewert. Dadurch begründet sich die Ausweisung des Denkmalbereiches Gimborn.
An der Pastoratsstraße, die nach Unterpentinghausen führt, befindet sich auf halbem Wege ein alter Steinbruch. Verschiedene Hohlformen, die auf Steinbrüche hindeuten, und ein circa 15 bis 20 Meter tief eingeschnittener, großer Grauwackesteinbruch, halbkreisförmig mit Zufahrt, weisen dieses Areal als Steinentnahmefläche aus. Gesichert ist die Datierung Mitte des 19. Jahrhunderts, zu vermuten sind auch ältere Entnahmebereiche. Ab 1874 gehörten Schloss Gimborn sowie die Steinbrüche dem Reichsfreiherrn Franz-Egon von Fürstenberg zu Gimborn. Dieser ließ die gebrochenen Steine aus seinem Steinbruch über eine kleine Zubringerbahn zur Verladestation Gimborn an der Leppetalbahn transportieren.
Gimborn war nach der Neuordnung von Preußen von 1816 bis 1825 Kreishauptort des Landkreises Gimborn, der dann in den neuen Kreis Gummersbach integriert wurde.
1975 wurde Gimborn in die Gemeinde Marienheide eingegliedert. Bis zur kommunalen Neugliederung 1975 gab es eine eigenständige Gemeinde Gimborn, zu der Teile der heutigen Gemeinden Engelskirchen, Lindlar (Remshagen und Teile des Leppetals), Gummersbach sowie Marienheide gehörten (vgl. §§ 13 Abs. 2, 14 Abs. 2 Nr. 2, 15 Abs. 1, 16 Nr. 3 Köln-Gesetz). Das Rathaus befand sich im Ort Hülsenbusch.
Der Denkmalbereich Gimborn: 

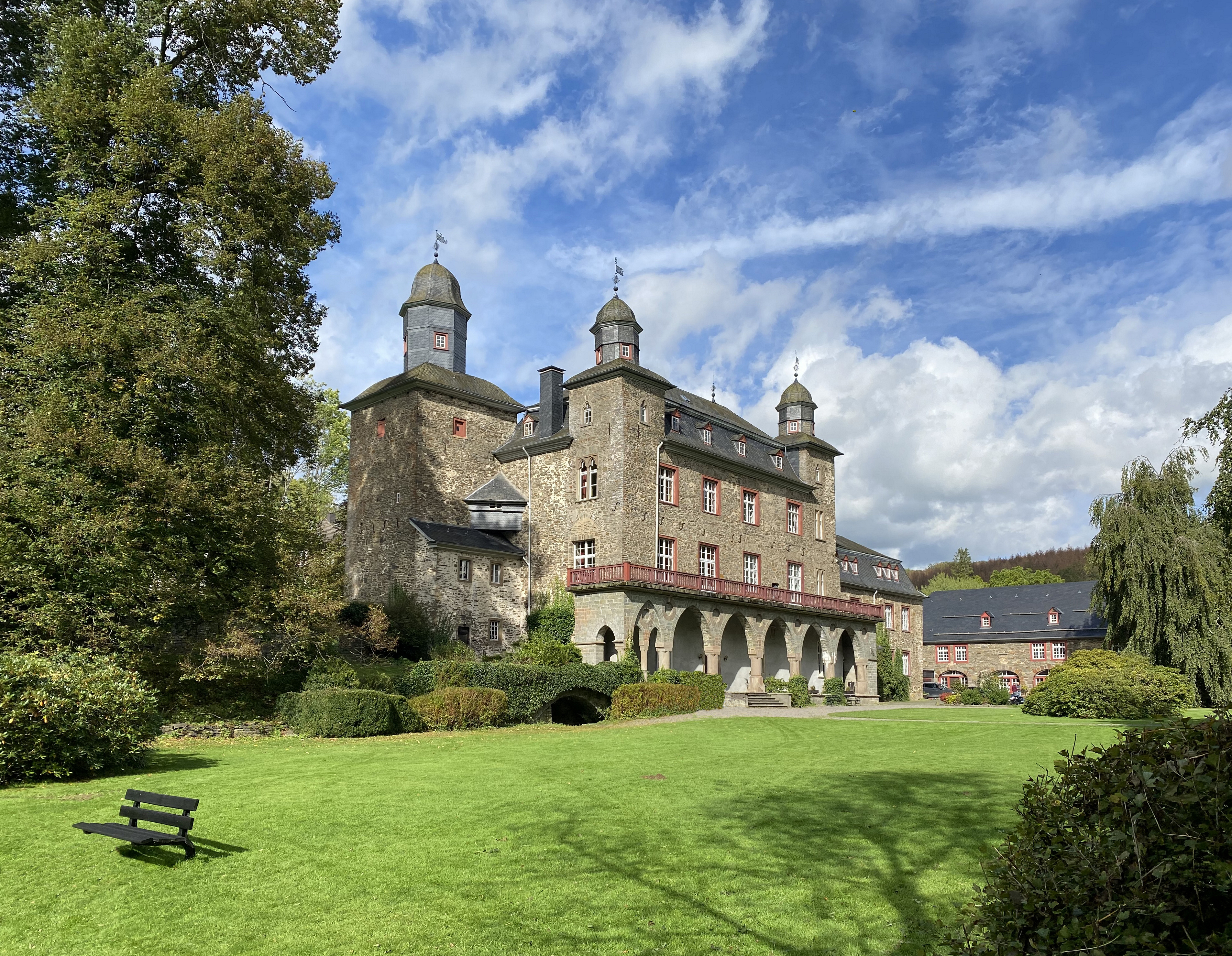
Schloss Gimborn (1602)
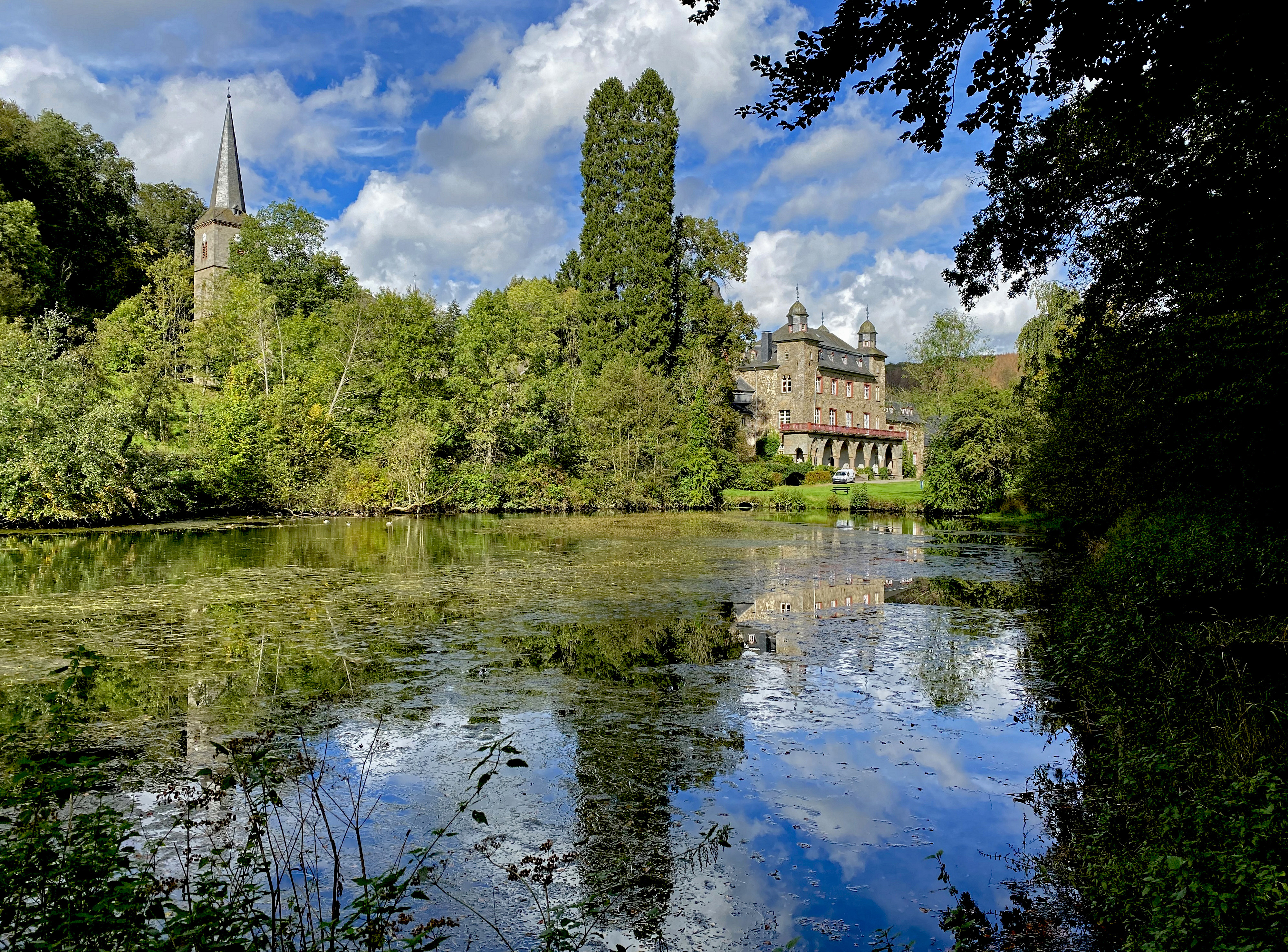
Schloss Gimborn (1602)
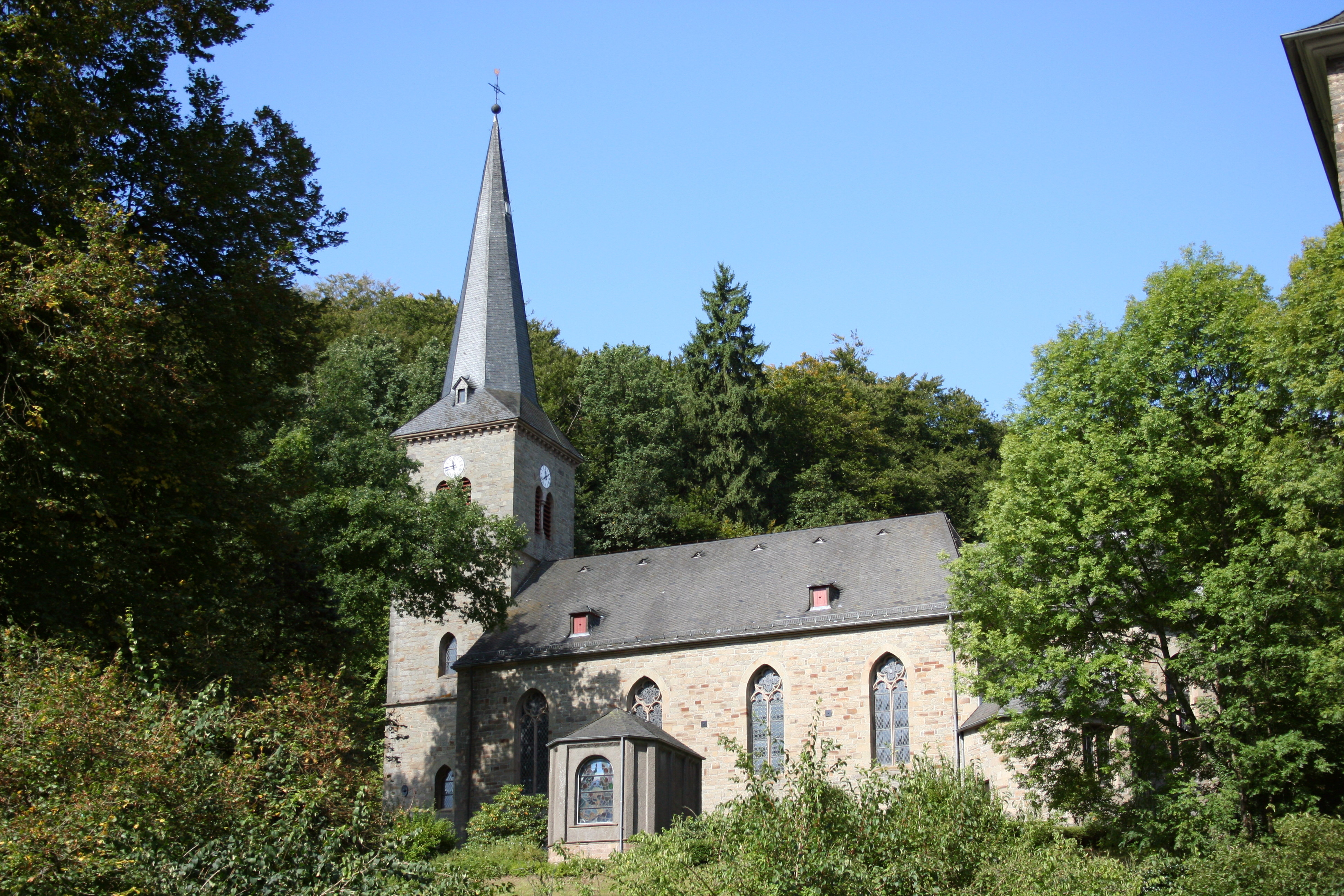
Kirche Sankt Johannes Baptist mit der Armen-Seelen-Kapelle (1867)
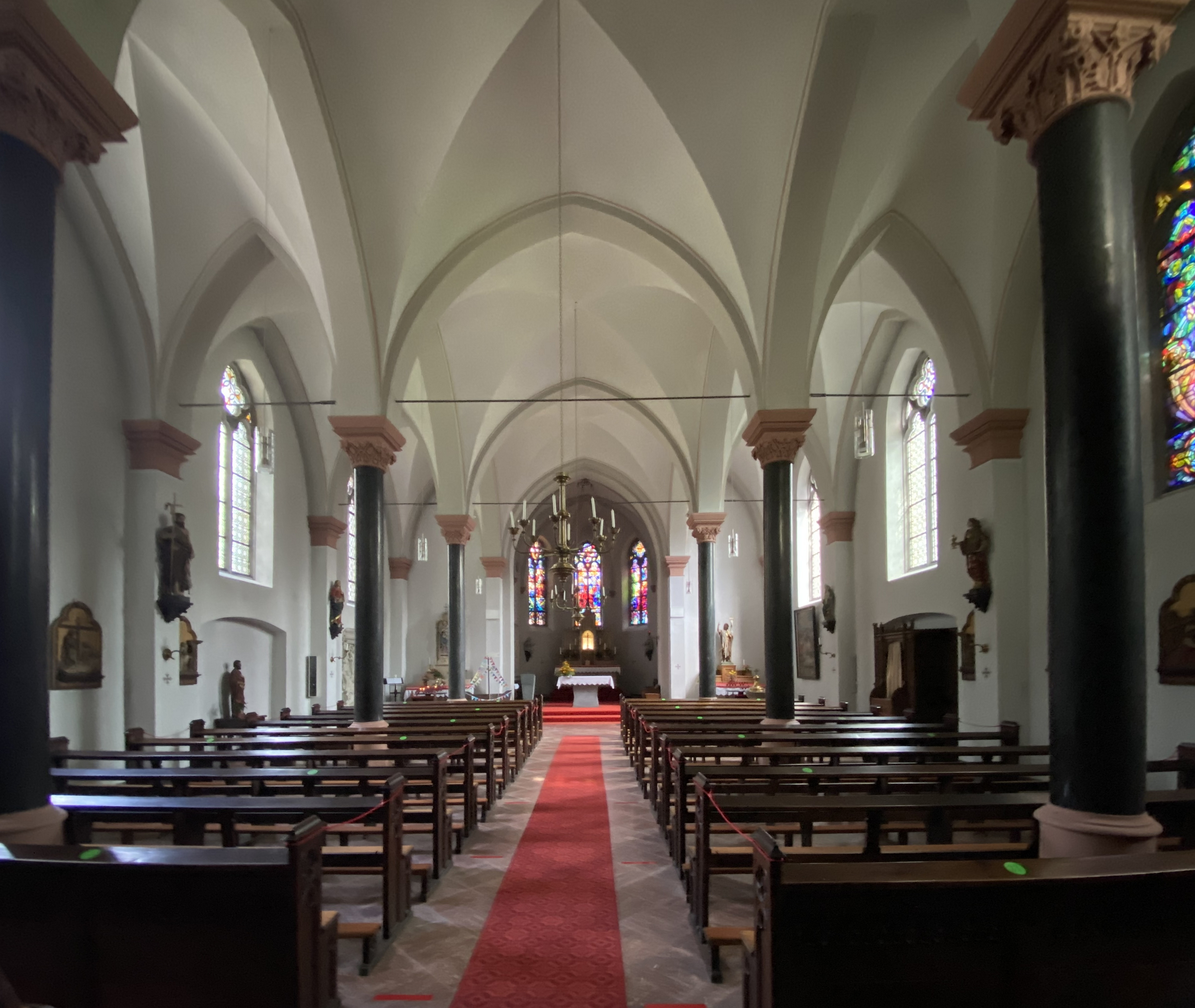
Kirche Sankt Johannes Baptist (1867)
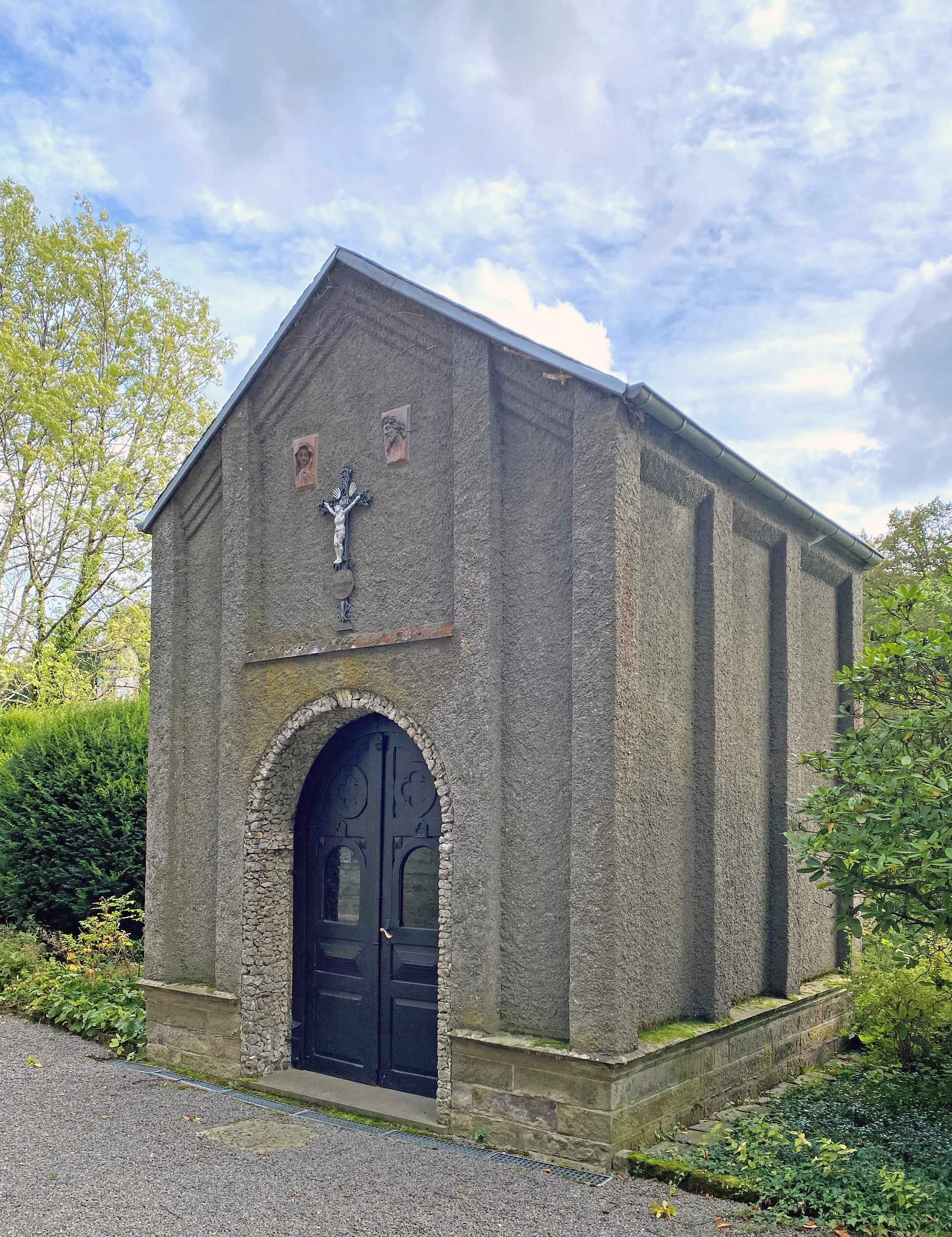
Armen-Seelen-Kapelle
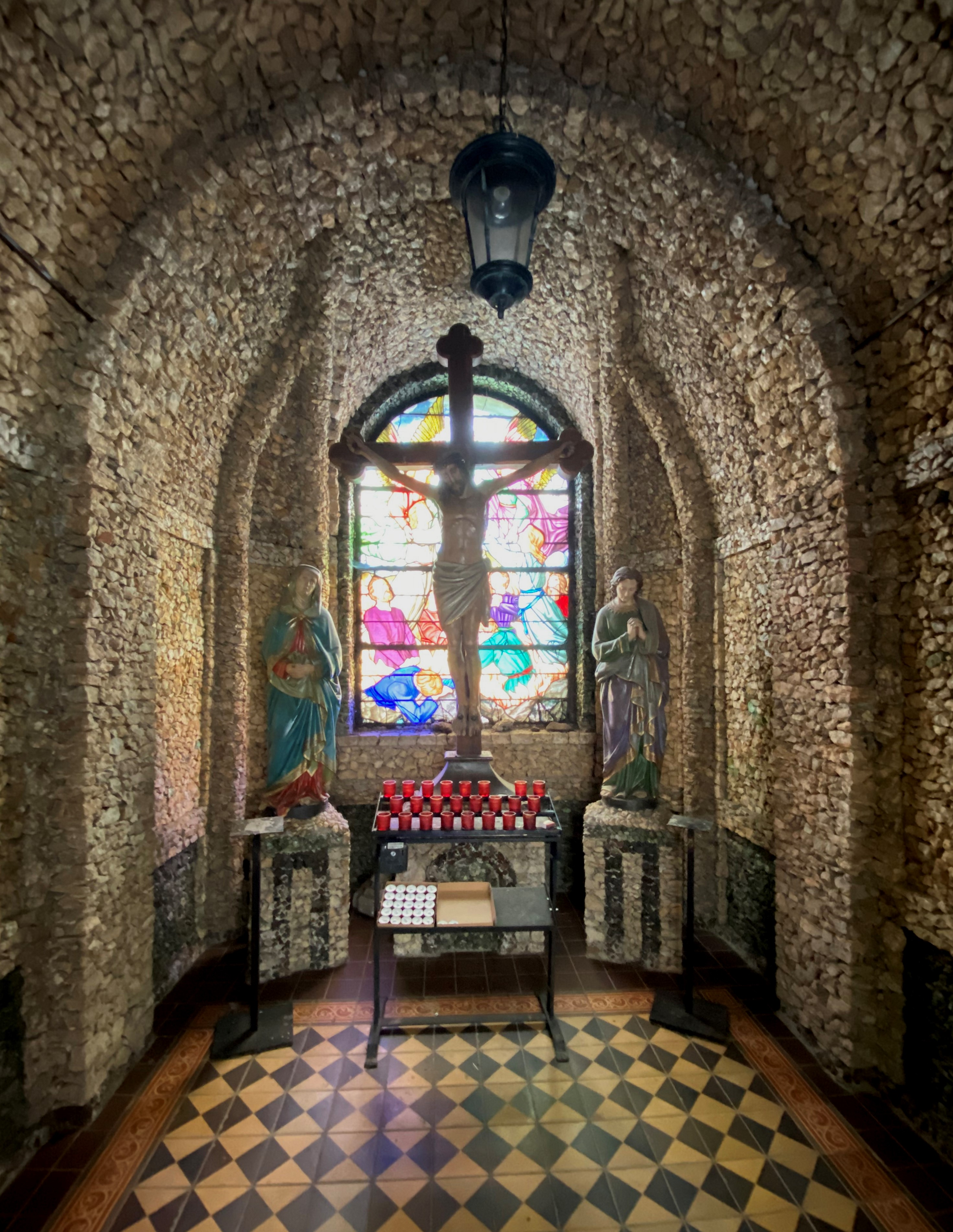
Armen-Seelen-Kapelle
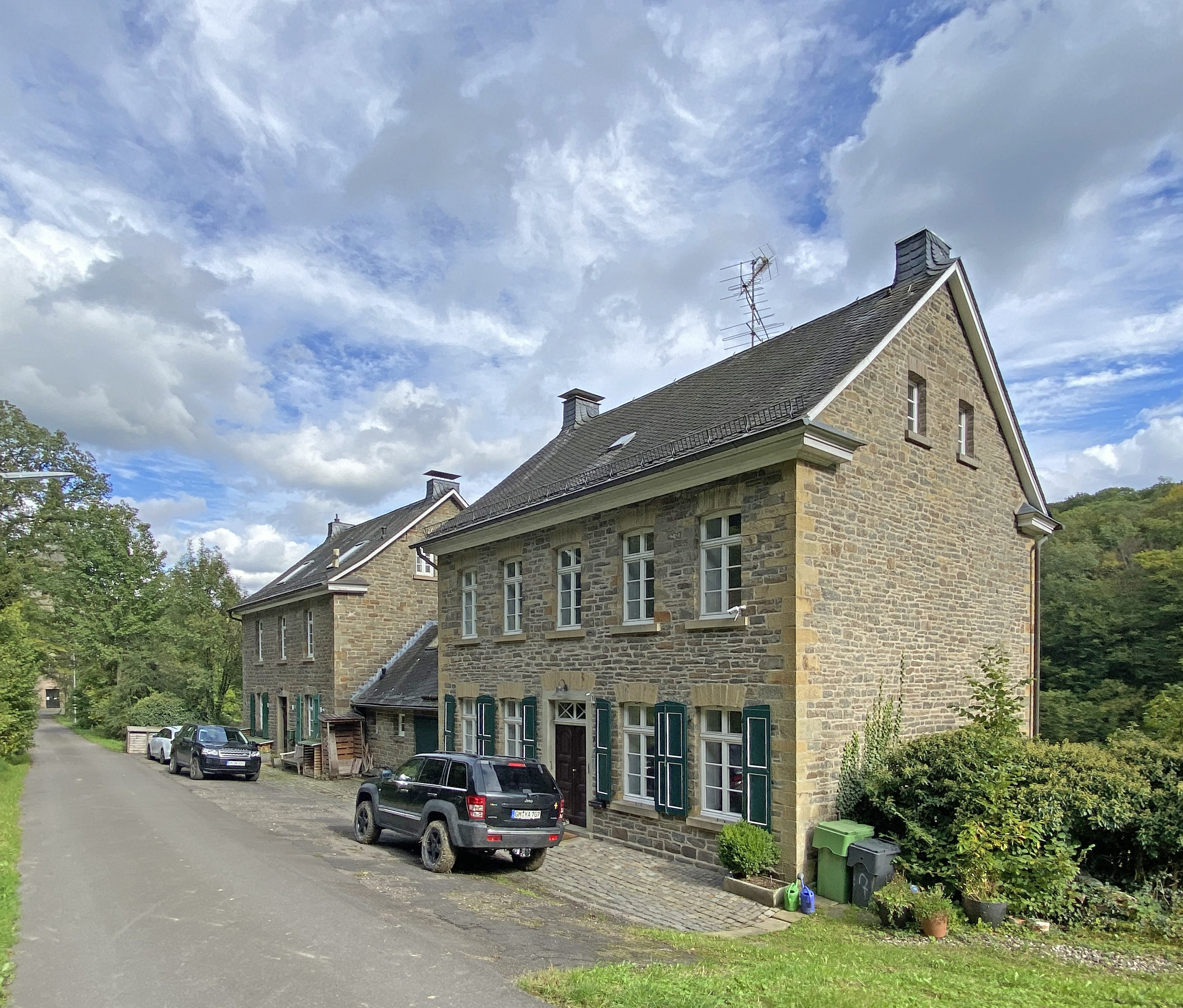
Pfarr- und Küsterhaus (1851 und 1896)
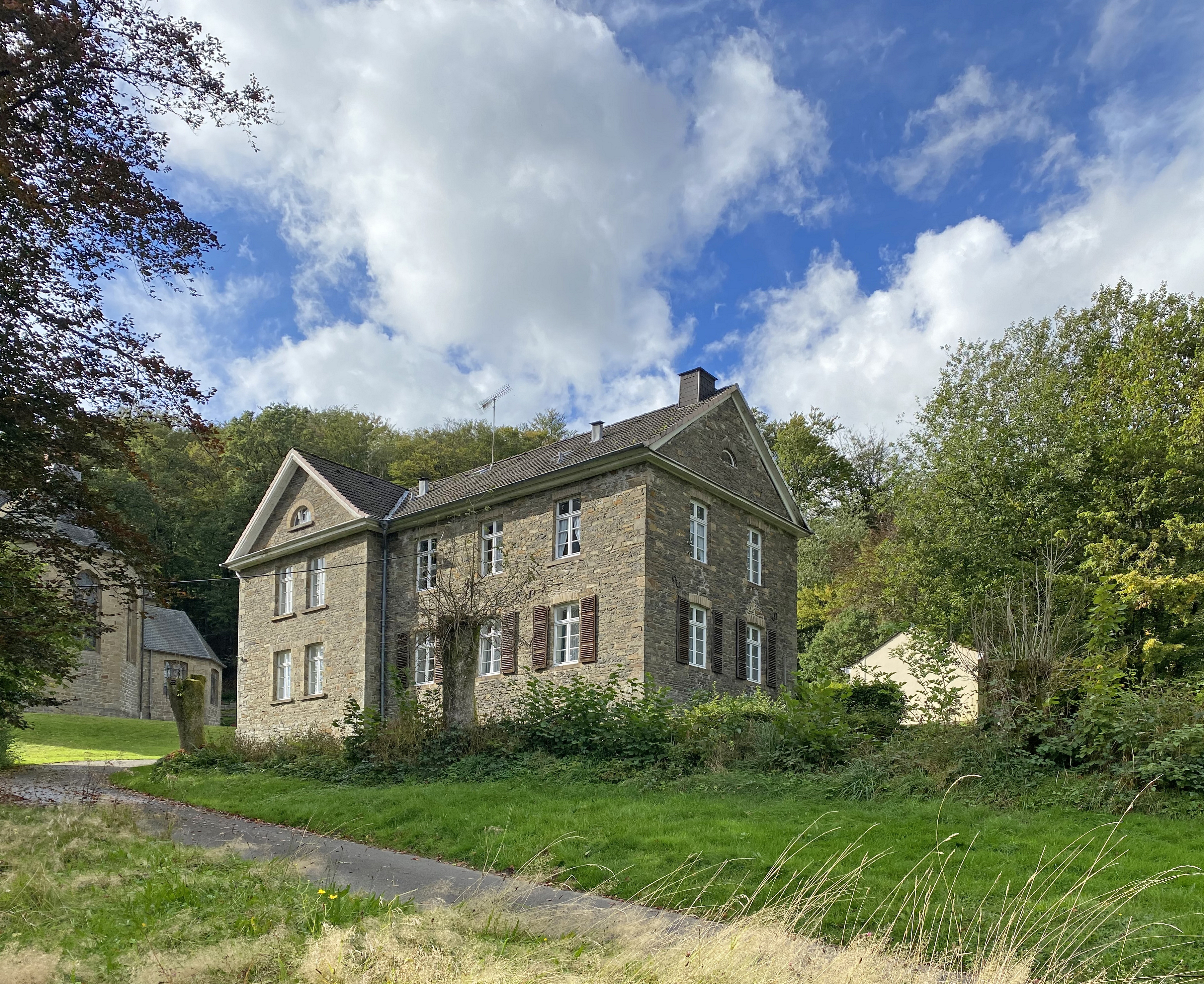
Ehemalige Schule (1870)
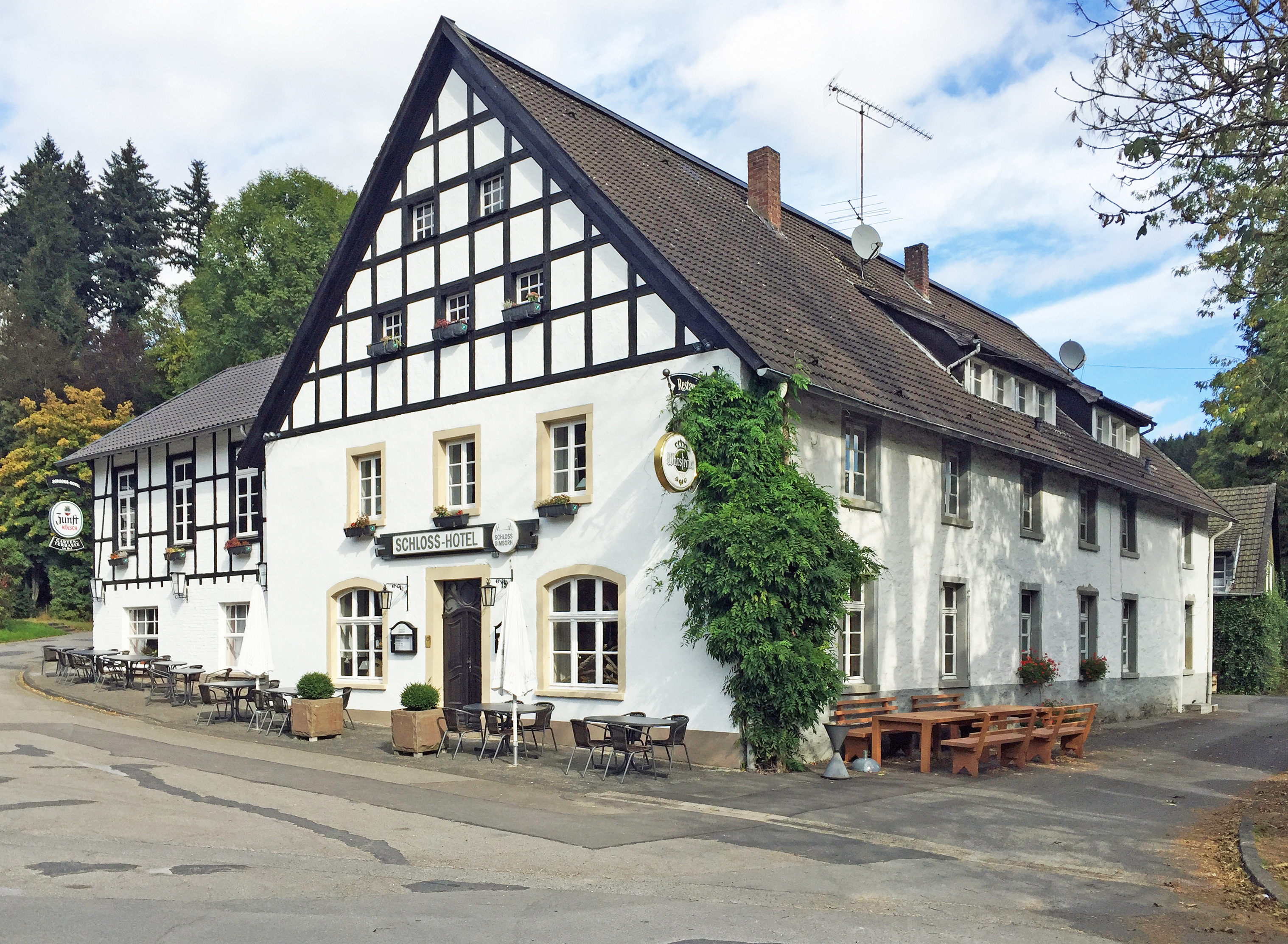
Schloss Hotel Gimborn
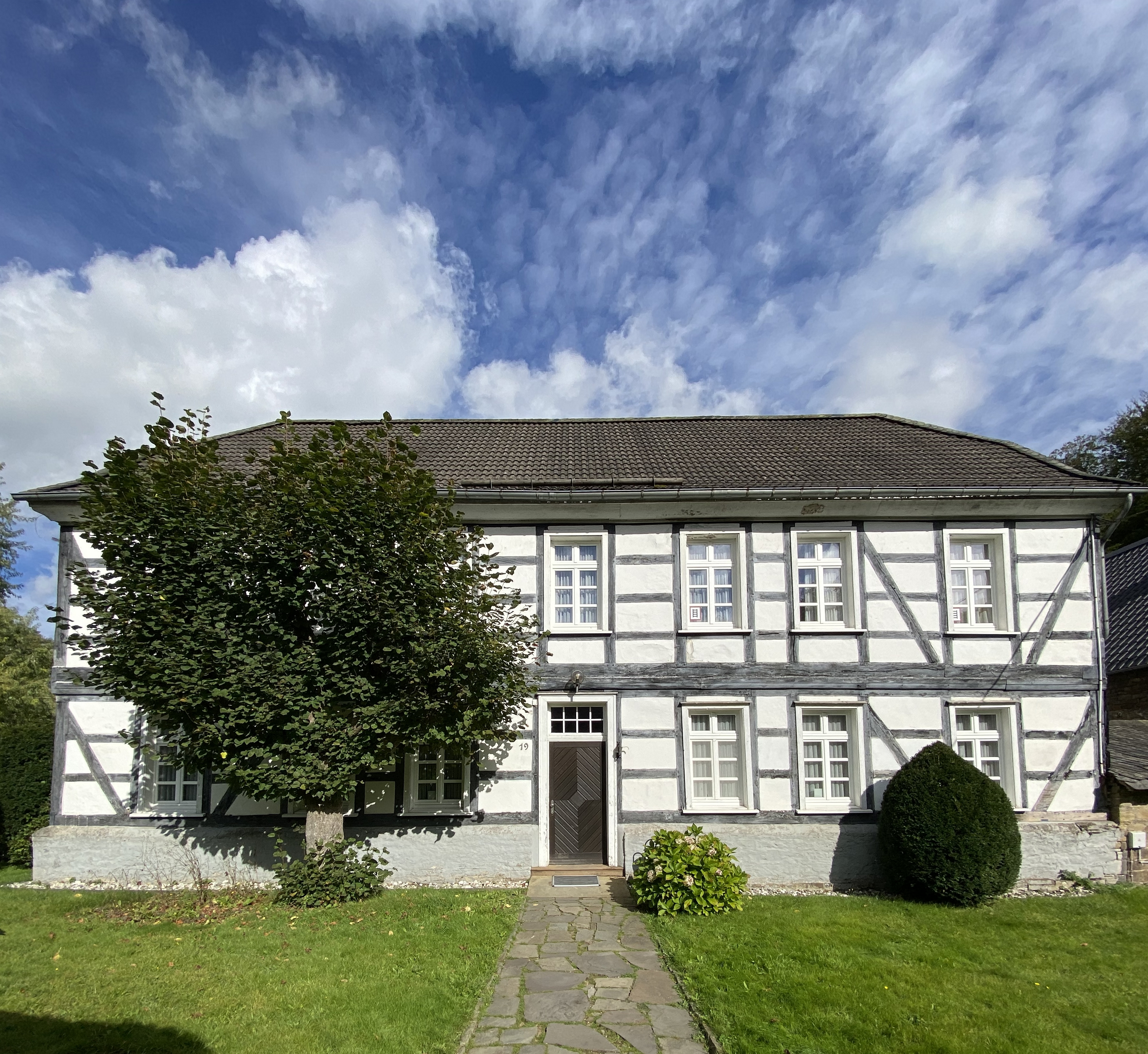
Pachthof Gimborn
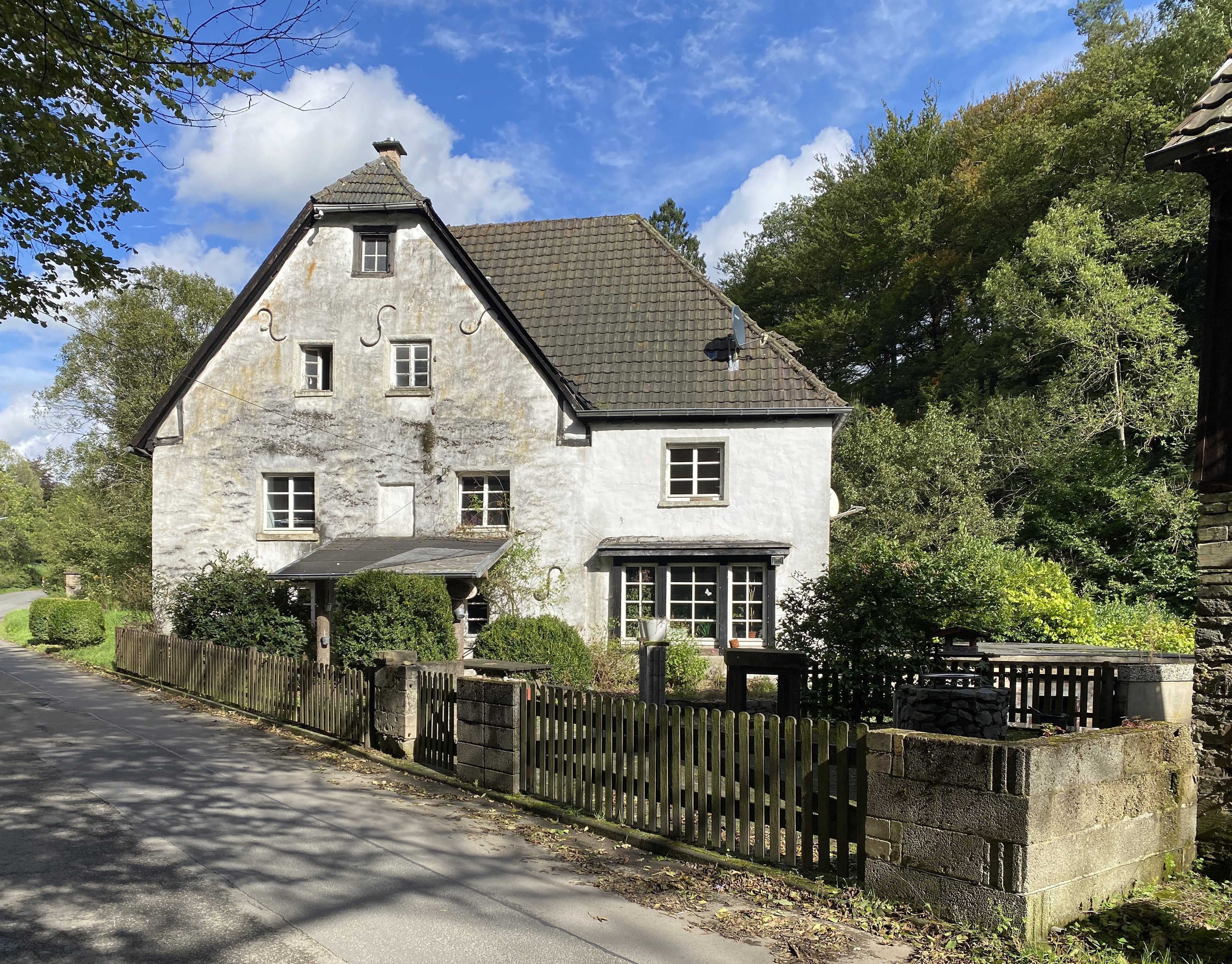
Mühle Gimborn
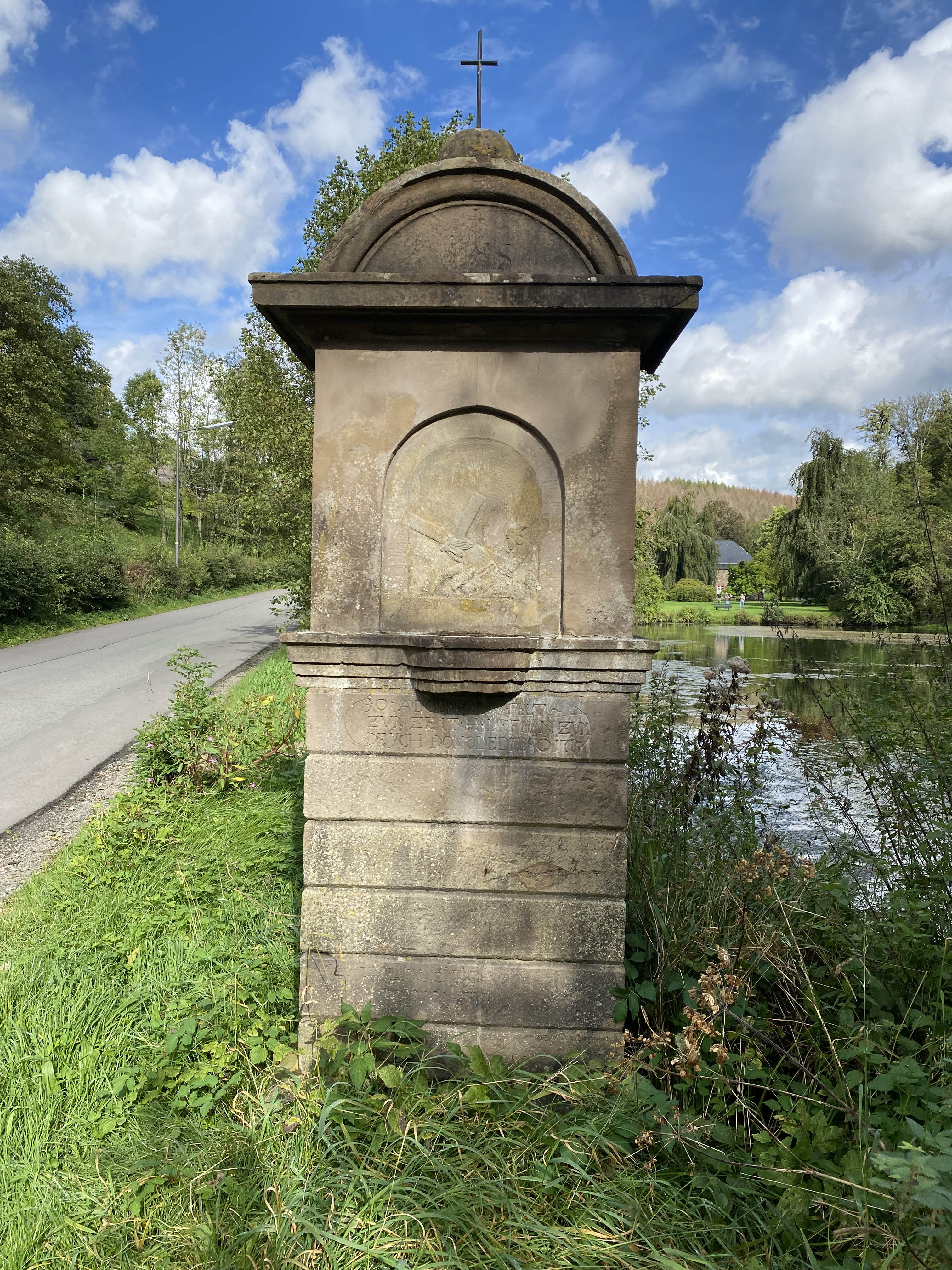
Kreuzwegestation

## Kultur

### Vereinswesen
- St. Sebastianus-Schützenbruderschaft Gimborn um 1610 e. V.

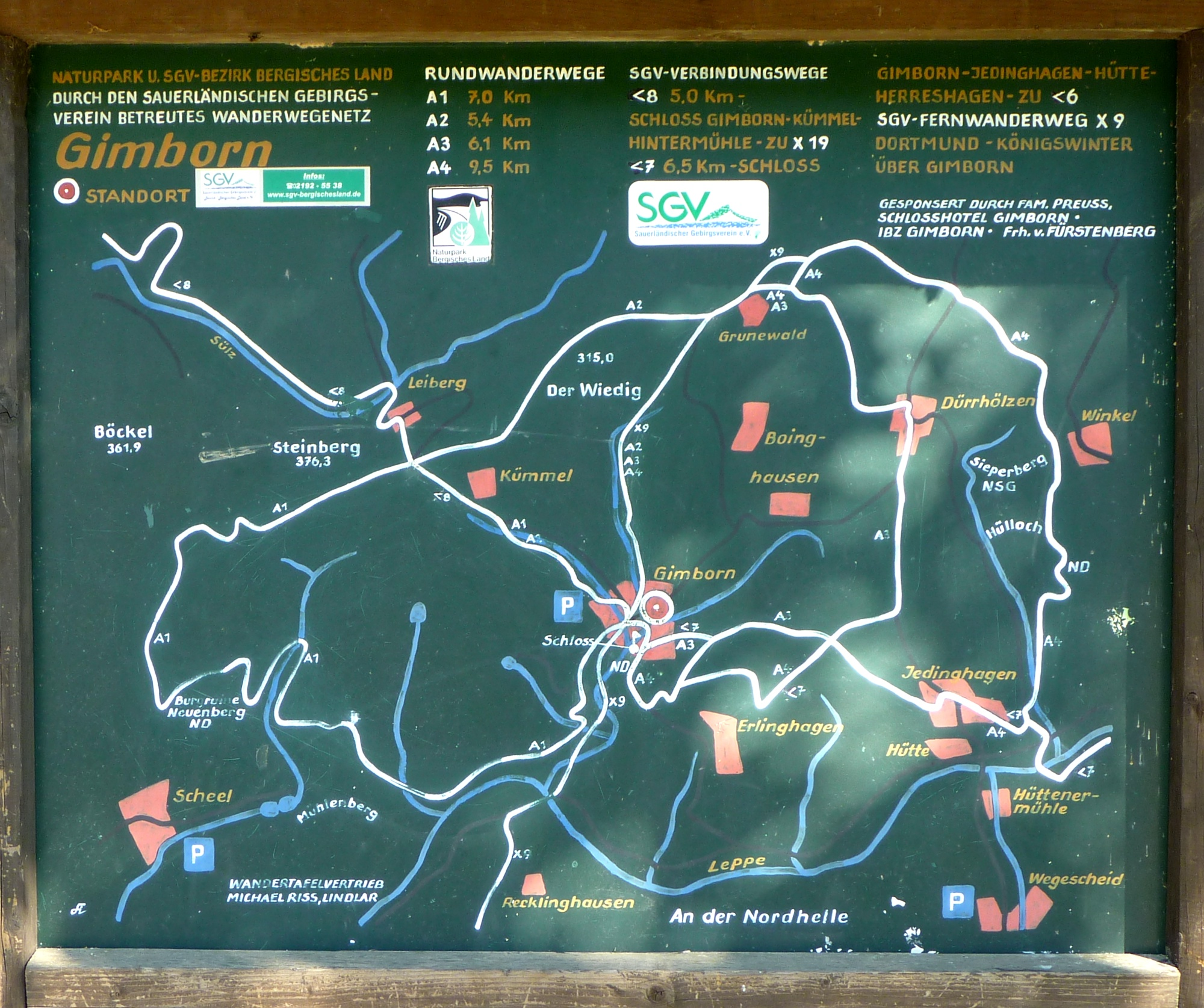
Startpunkt der Rundwanderwege ist diese Tafel in der Ortsmitte

### Wander- und Radwege
In und um Gimborn gibt es folgende Wanderwege:
| Art            | Wegzeichen | Wegstrecke                                                                                            | Weglänge |
| -------------- | ---------- | --- | -------- |
| Rundwanderweg  | A1         | Gimborn–nordöstlich Lindlar-Scheel–Lindlar–Oberlichtinghagen–Forsthaus Kümmel–Gimborn                 | 7 km     |
| Rundwanderweg  | A2         | Gimborn–Forsthaus Kümmel–Grunewald–Gimborn                                                            | 5,4 km   |
| Rundwanderweg  | A3         | Gimborn–Grunewald–Dürhölzen–nördlich Jedinghagen–Gimborn                                              | 6,1 km   |
| Rundwanderweg  | A4         | Gimborn–Grunewald–südlich Siemerkusen–Winkel–Hütte–Dürhölzen–Jedinghagen–nördlich Erlinghagen–Gimborn | 9,5 km   |
| Fernwanderweg  | X9         | Rhein-Ruhr-Weg: Dortmund – Gimborn – Königswinter                                                     | 168 km   |
| Verbindungsweg | <8         | Gimborn – Hintermühle, Anschluss an den Schlösserweg X19                                              | 5,0 km   |

### Kirchliche Einrichtungen
Die katholische Kirche St. Johannes Baptist Gimborn gehört zum Kirchengemeindeverband Marienheide im Dekanat Gummersbach/Waldbröl. Sie war bis Ende 2009 Pfarrkirche der Pfarrgemeinde Gimborn/Nochen, die im Januar 2010 in die Pfarrgemeinde Marienheide eingegliedert wurde.
In der Turmhalle der Kirche erinnern drei Gedenktafeln an die Opfer eines katastrophalen Badeunfalls, der sich 1949 im Freibad des nahe gelegenen Würden zutrug.

## Verkehr
Die Haltestelle von Gimborn wird über die Buslinie 308 (Engelskirchen–Lindlar) sowie 399 (Marienheide–Kotthausen–Holzwipper) angeschlossen. Der Bahnhof Gimborn lag an der Leppetalbahn, welche stillgelegt ist.

## Söhne und Töchter des Ortes
- Adolf von Schwarzenberg (1551–1600), Feldherr
- Adam von Schwarzenberg (1583–1641), Erster Minister des brandenburgischen Kurfürsten